# Мандельштам (лунный кратер)
Кратер Мандельштам (лат. Mandelʹshtam) — большой древний ударный кратер в экваториальной области обратной стороны Луны. Название присвоено в честь советского физика Леонида Исааковича Мандельштама (1879—1944) и утверждено Международным астрономическим союзом в 1970 г. Образование кратера относится к донектарскому периоду.

## Описание кратера
Ближайшими соседями кратера Мандельштам являются кратер Миллз на западе-северо-западе; кратер Папалекси примыкающий к северо-восточной части кратера Мандельштам; кратер Дюфе на востоке и кратер Венинг-Мейнес на юге. Селенографические координаты центра кратера 5°42′ с. ш. 162°23′ в. д. / 5,7° с. ш. 162,39° в. д., диаметр 181,9 км, глубина 3 км.
Кратер Мандельштам имеет полигональную форму и практически полностью разрушен за длительное время своего существования. Вал представляет собой нерегулярную цепь отдельных хребтов, расщелин и кратеров, юго-западная часть вала перекрыта сателлитным кратером Мандельштам R  (см. ниже), северная часть -  перекрыта сателлитным кратером Мандельштам Y. Дно чаши пересеченное, отмечено множеством кратеров различного размера, центр чаши занимает сателлитный кратер Мандельштам A. В южной-юго-западной части чаши расположен сателлитный кратер Мандельштам N, в западной - сателлитный кратер Мандельштам T.

## Сателлитные кратеры
| Мандельштам | Координаты                                            | Диаметр, км |
| ----------- | ----------------------------------------------------- | ----------- |
| A           | 5°41′ с. ш. 162°23′ в. д. / 5,68° с. ш. 162,38° в. д. | 61,9        |
| F           | 5°06′ с. ш. 166°07′ в. д. / 5,1° с. ш. 166,11° в. д.  | 15,4        |
| G           | 4°25′ с. ш. 166°20′ в. д. / 4,42° с. ш. 166,33° в. д. | 28,6        |
| N           | 3°15′ с. ш. 161°34′ в. д. / 3,25° с. ш. 161,56° в. д. | 25,3        |
| Q           | 2°19′ с. ш. 158°44′ в. д. / 2,31° с. ш. 158,73° в. д. | 19,7        |
| R           | 4°24′ с. ш. 159°47′ в. д. / 4,4° с. ш. 159,79° в. д.  | 54,0        |
| T           | 5°33′ с. ш. 160°25′ в. д. / 5,55° с. ш. 160,41° в. д. | 36,2        |
| Y           | 9°05′ с. ш. 161°41′ в. д. / 9,09° с. ш. 161,68° в. д. | 32,5        |

- Сателлитный кратер Мандельштам F имеет систему лучей перекрывающих юго-восточную часть чаши кратера Мандельштам.
- Образование сателлитных кратеров Мандельштам A, T и Y относится к нектарскому периоду[1].
- Образование сателлитного кратера Мандельштам R относится к позднеимбрийскому периоду[1].

## См.также
- Список кратеров на Луне
- Лунный кратер
- Морфологический каталог кратеров Луны
- Планетная номенклатура
- Селенография
- Минералогия Луны
- Геология Луны
- Поздняя тяжёлая бомбардировка